# Даниїлові письмена
Даниїлові письмена (вірм. Դանիելյան նշանագրեր) — стародавня абетка для вірменської мови, яку на початку V століття невдало намагались запровадити у Вірменії. За історичними першоджерелами вона була виявлена сирійським єпископом Даниїлом і привезена до Вірменії близько 404 року. До теперішнього часу «даниїлові письмена» не збереглись, щодо їх походження існують різні версії.

## Свідчення історичних джерел
Як вказують історичні джерела, так звана «даниїлова абетка», можливо, була давнім зразком загубленого вірменського письма, але до V століття вже була непридатна для адекватної фіксації тогочасної вірменської мови.
Згідно з Корюном, це були письмена абетки вірменської мови, які були знайдені сирійським єпископом Даниїлом і належали до більш ранньої історичної епохи:
| І після багатьох днів перебування там по тій же (справі), прибув він до святого католикоса Великої Вірменії Саака, який схвалив його думки і виявив готовність допомогти йому в тих клопотах. І в повній згоді вони поквапились піднести палкі молитви до бога, щоб спустилось на всіх (людей) спасіння Христове. І це робили вони протягом багатьох днів. Потім надане їм було від благосного бога скликання ради блаженних братів, що піклуються про країну (вірменську), щоб створити абетку для вірменського народу. Тоді цар розповів їм про одного сирійця, добропорядного єпископа Даніеля, який несподівано знайшов письмена абетки вірменської мови. І коли цар розповів про цю знахідку, вони умовили царя, щоб здобути їх. Тоді цар відправив чоловіка, якого звали Вагріч з царською грамотою до ієрея Авела, наближеного сирійського єпископа Даніела. Дізнавшись про це прохання, Авел негайно прибув до Даніела і спершу сам поцікавився у Даніела про ці письмена, а потім, взявши їх у нього, відправив царю Врамшапуху до Вірменії. І привіз він (Вагріч письмена) йому на п'ятому році царювання його. І цар, отримавши від Абела письмена, разом зі святим Сааком і Маштоцем дуже зраділи. Потім блаженні дбайливці, взявши раптово виявлені (письмена), попросили ще у царя отроків, щоб мати можливість застосувати письмена. І коли багато з них опанували, наказав (цар) скрізь навчати цими ж (письменами). Тим самим блаженний (Маштоц) був ушанований прекрасним званням вардапета. Близько двох років він займався викладанням і вів (заняття) цими письменами. Але коли з'ясувалось, що ці письмена недостатні, щоб виразити (всі) силаби-склади вірменської мови, оскільки ці письмена були поховані під іншими письменами і (потім) знову оживлені, тоді вони знову почали клопотатися про те ж і деякий час шукали виходу (зі становища).[7] |
Згідно з Хоренаці, ці письмена були створені в давні часи і розташовувались в порядку грецької абетки:
| В ті часи Аркадій захворів, і у Візантії через Іоана Великого мали місце великі заворушення і пожежі; Грецька держава поринула у смути, війська билися між собою і з персами. Тому Врам наказав нашому царю Врамшапуху спуститися в Месопотамію, навести там лад і розсудити посадових осіб двох сторін. Той вирушив і привів все до ладу, він зазнав чималих труднощів через секретаря, оскільки з того часу Месроп залишив царський двір, там не було жодного досвідченого переписувача, бо застосовувалось перське письмо. З цього приводу царю представився один священник, якого звали Абел, і пообіцяв видобути для вірменської мови письмена, пристосовані його другом єпископом Даніелом. Цар не звернув на це уваги, але, прибувши у Вірменію, застав всіх єпископів у зборі у Саака Великого і Месропа у клопотах про винайдення вірменської писемності, про що повідомили царю, а він передав їм слова монаха. Почувши, вони почали просити його зайнятися цією важливою справою. Тому він послав як вісника одного з шанованих мужів нашої країни, близьку йому людину з роду Хадуні, на ім'я Вагріч. Вирушивши разом, вони міцно засвоїли від Даніела написаний в давні часи ряд літер, розташований в порядку грецької (абетки) і вручили його після повернення Сааку і Месропу. Ті, ознайомившись з ним і доклавши зусиль, щоб навчити ним декількох хлопчиків, переконались, що цієї писемності, з її отриманими як подання літерами, недостатньо для точного вираження звуків, які вимовляються у вірменському мовленні.[8] |
У перші роки V століття за наказом вірменського царя Врамшапуха, який в той час перебував в Месопотамії у зв'язку з вигнанням Івана Золотоустого, ця абетка була привезена у Вірменію (близько 404 року). За деякий час (імовірно 2 роки) Месроп Маштоц і католикос Саак були вимушені відмовитись від її застосування, через її недостатність для фіксації всієї фонетики вірменської мови. Потім Месроп Маштоц вирушив до північної Месопотамії й до 405–406 рр. закінчив роботу над створенням нової вірменської абетки.

## Дослідження
Щодо походження «даниїлових письмен» в історичній науці існують різні думки. У 1892 році І. Арутюнян в своєму дослідженні запропонував ідею, згідно з якою «даниїлові письмена» доводять існування оригінальної абетки у давніх вірмен за доби язичництва. В статті «Про питання домаштоцевської вірменської літератури» Г. А. Абрамян підтримує цю думку, посилаючись на низку свідчень історичних джерел. Лео і Г. Ачарян відкидають концепцію існування домаштоцевської вірменської писемності. Німецький науковець-вірменознавець Йозеф Маркварт вважав, що можливо «даниїловими письменами» у свій час були створені пам'ятки писемності і робилися переклади, це припущення своєю чергою розкритикував М. Абегян. Р. Ачарян вважав, що «даниїлові письмена» були одним з застарілих варіантів арамейської абетки, і плутанина відбулась через подібність назв «вірменське» і «арамеське». А. Матевосян вважає, що ця абетка була одним з варіантів давньогрецького «фінікоподібного» письма. Деякі сучасні науковці вважають вірогідним, що «даниїлові письмена» були засновані на семітському письмі, в якому голосні звуки не були ясно позначені. «Даниїлові письмена», на їх думку, були неспроможні виразити багату структуру приголосних вірменської мови, а також деякі голосні звуки.